# Castilruiz
Castilruiz ist ein Ort und eine Gemeinde (municipio) mit 158 Einwohnern (Stand: 2024) im Osten der Provinz Soria in der Autonomen Gemeinschaft Kastilien-León. Die Gemeinde ist Teil der bevölkerungsarmen Serranía Celtibérica. Neben dem namensgebenden Hauptort Castilruiz gehört die Ortschaft Añavieja zur Gemeinde.

## Lage
Castilruiz liegt am Oberlauf des Río Manubles in der von Felsen und Hügeln durchsetzten Hochebene im Osten der Provinz Soria in einer Höhe von ca. 1005 m. Die Entfernung zur westsüdwestlich gelegenen Provinzhauptstadt Soria beträgt knapp 43 km (Fahrtstrecke). Das Klima im Winter ist kalt, im Sommer gemäßigt bis warm; Regen (ca. 605 mm/Jahr) fällt verteilt übers ganze Jahr.

## Bevölkerungsentwicklung
| Jahr      | 1970 | 1981 | 1991 | 2001 | 2011 | 2021 |
| Einwohner | 617  | 502  | 390  | 320  | 220  | 153  |

Die Mechanisierung der Landwirtschaft, die Aufgabe bäuerlicher Kleinbetriebe und der damit verbundene Verlust von Arbeitsplätzen führten in der zweiten Hälfte des 20. Jahrhunderts zu einem spürbaren Rückgang der Bevölkerung (Landflucht).

## Sehenswürdigkeiten

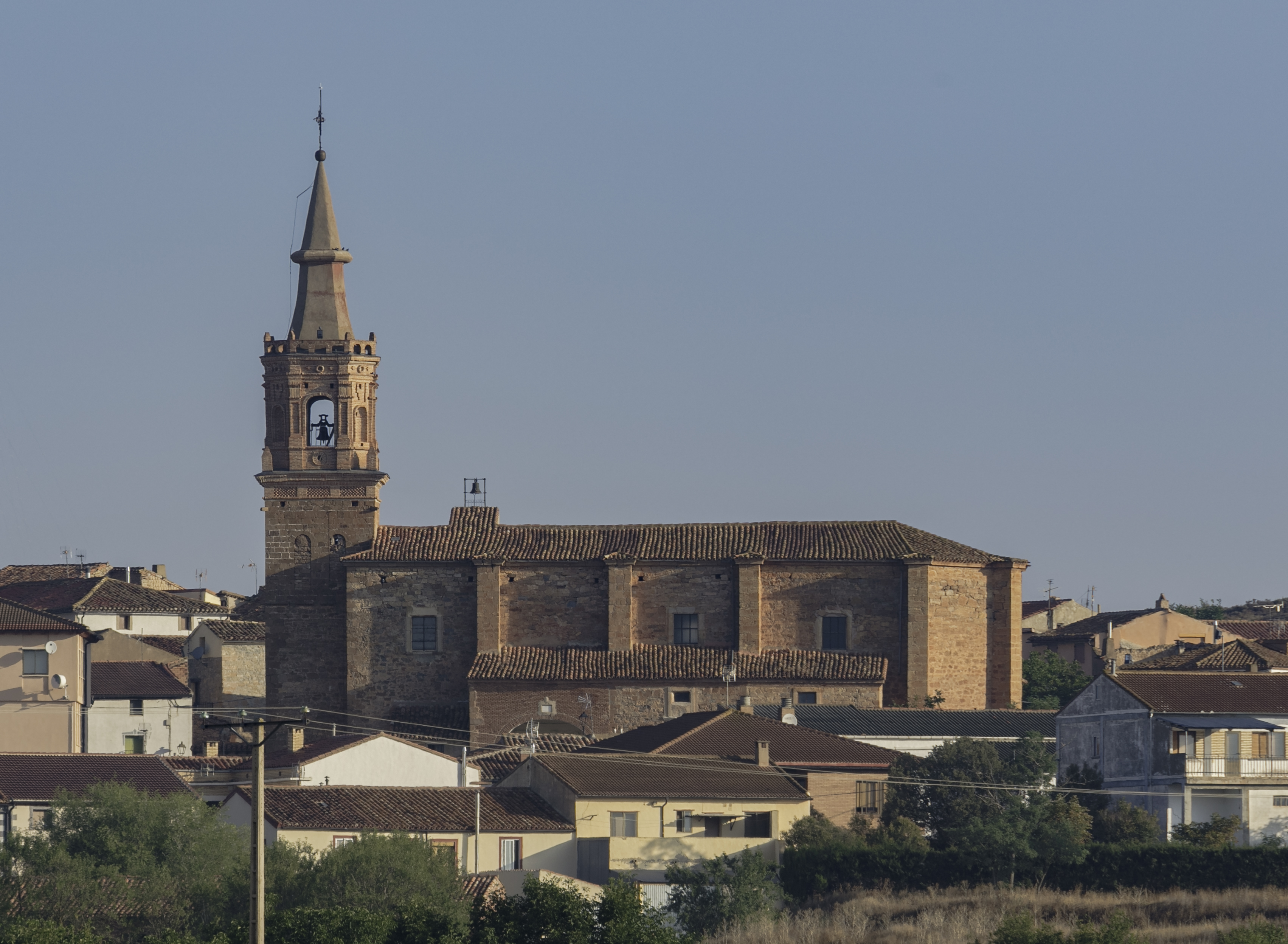
Nikolauskirche
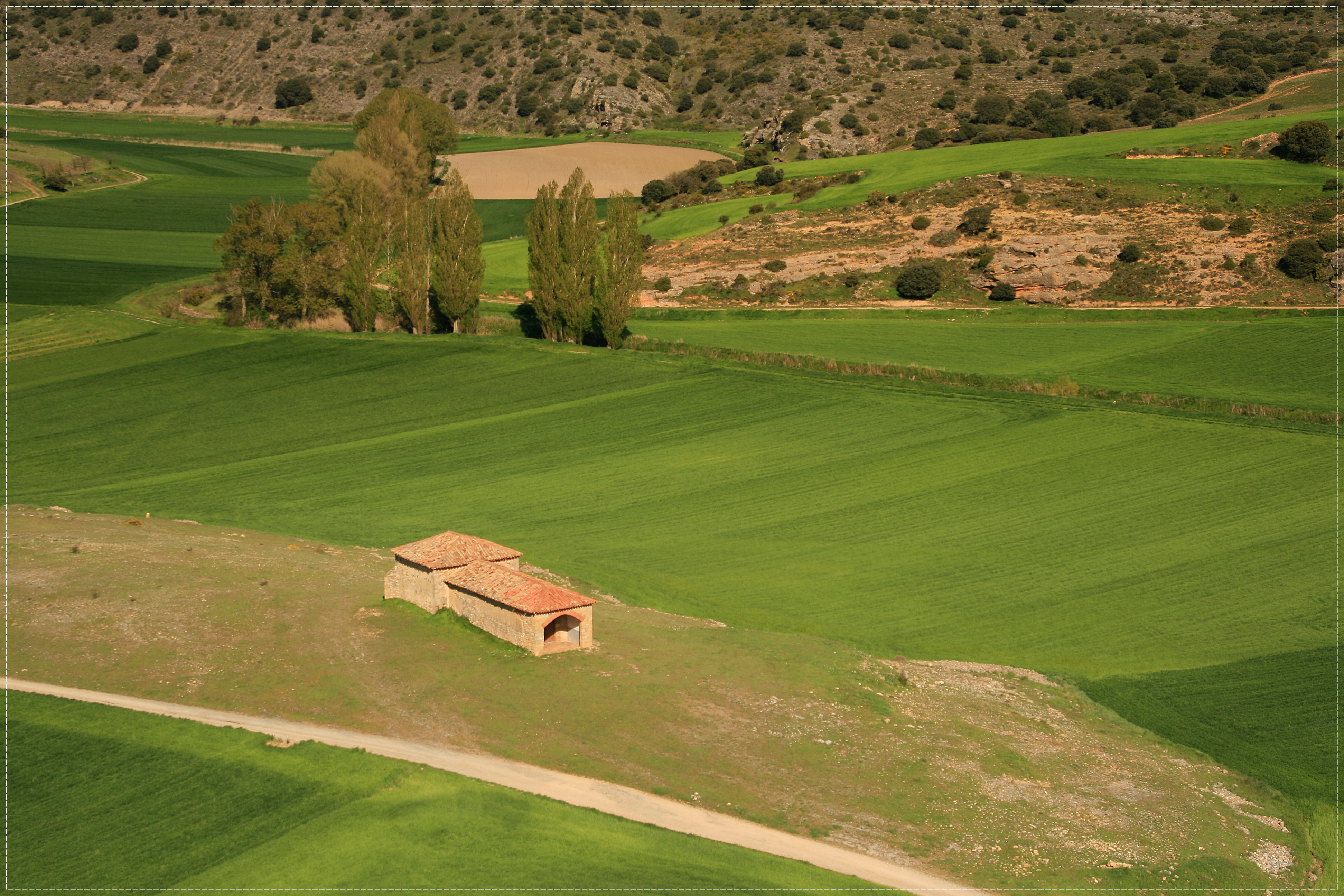
Marienkapelle

- Marienkapelle in Añavieja
- Rochuskapelle

- Nikolauskirche
- Marienkapelle